# Орден Агостиньо Нето
Орден Агостиньо Нето или Орден Нето – государственная награда Народной Республики Ангола.

## История
Орден Агостиньо Нето был учреждён в 1990 году и назван в честь ангольского государственного деятеля, первого президента Народной Республики Ангола, председателя МПЛА—Партии труда Агостиньо Нето, считающегося на родине Национальным героем.
С момента учреждения орден Нето был высшей государственной наградой, однако в 2004 году занял вторую позицию с учреждением ордена Национального героя.
Орден имеет одну степень. Вручается ангольцам и иностранным гражданам, в том числе главам иностранных государств и правительств, политическим лидерам и другим значимым персонам.

## Описание
Знак ордена – золотая пятиконечная звезда с шариками на концах, наложенный на овал. Поверх звезды лавровые ветви, перевязанные внизу бантом. На верхний луч звезды наложена двойная пластина с надписью в две строки: «ORDEM / AGOSTINHO NETO». В центре звезды погрудный портрет Агостиньо Нето.
Знак ордена при помощи кольца крепится к орденской нагрудной планке, обтянутой орденской лентой. Лента ордена шёлковая муаровая красного цвета с чёрной и жёлтой полосками отстающими от правого края.